# Vortex (atletica leggera)
Il vortex è un attrezzo sportivo utilizzato nelle categorie giovanili (esordienti e ragazzi/e) dell'atletica leggera. È propedeutico al lancio del giavellotto.

## Origine
L'oggetto è di materiale sintetico (come plastica e spugna) e la sua forma aerodinamica è costituita da una coda e da un corpo centrale. Il suo peso è di 150 grammi. La pedana di lancio è la medesima del giavellotto e vi sono inoltre le stesse regole.
Esistono vari modi di impugnare l'attrezzo. Il più comune è quello che vede la coda tenuta tra l'indice e il medio, mentre il corpo centrale è adagiato sulla parte inferiore del palmo della mano. Il secondo modo vede il corpo centrale del vortex posto sul palmo della mano e la coda tra il pollice e l'indice, in modo tale che il pollice sia su un lato dell'attrezzo, le altre quattro dita siano sul lato opposto.
Il lancio può essere effettuato con o senza rincorsa, a seconda della gara e delle preferenze dell'atleta.
La rincorsa viene effettuata attraverso una corsa laterale dove i piedi si alternano incrociandosi.
In gara i lanciatori tirano e colui che effettua il lancio più lungo è decretato vincitore.
Al momento non è riconosciuta come disciplina olimpica. 
il lancio del vortex è uno sport che prepara l'atleta per il lancio del giavellotto.